# 7512 Monicalazzarin
7512 Monicalazzarin è un asteroide della fascia principale. Scoperto nel 1983, presenta un'orbita caratterizzata da un semiasse maggiore pari a 2,7852674 au e da un'eccentricità di 0,1554725, inclinata di 7,46289° rispetto all'eclittica.
L'asteroide è dedicato all'astronoma italiana Monica Lazzarin.